# Населённые пункты Шарканского района
Муниципальное образование «Шарканский район» включает в себя 91 населённый пункт: 15 сельских поселений в составе 5 сёл, 75 деревень и 11 починков.
Административный центр района — село Шаркан.

## Перечень населённых пунктов
Далее приводится список населённых пунктов по муниципальным образованиям, в которые они входят. Жирным шрифтом выделены административные центры поселений.

### Муниципальное образование «Бородулинское»
- деревня Бородули
- деревня Кочни
- деревня Лып-Селяны
- деревня Малая Ита
- деревня Кельдыш
- деревня Мукабан

### Муниципальное образование «Быгинское»
- деревня Старые Быги
- деревня Нижние Быги
- деревня Нижний Казес
- деревня Верхний Казес
- починок Восток

### Муниципальное образование «Вортчинское»
- деревня Вортчино
- деревня Бадьярово
- деревня Кесшур
- деревня Тыловыл
- деревня Кулак-Кучес
- деревня Бисул Кучес

### Муниципальное образование «Заречно-Вишурское»
- деревня Заречный Вишур
- деревня Петуньки
- деревня Кушто-Ключ

### Муниципальное образование «Зюзинское»
- село Зюзино
- деревня Дырдашур
- деревня Байкей
- деревня Суроны
- починок Бегенвыль
- деревня Ягвайдур
- деревня Богданово
- деревня Усково
- деревня Гырдымово
- починок Петухи
- деревня Сильшур

### Муниципальное образование «Карсашурское»
- деревня Карсашур
- деревня Гондырвай
- деревня Чужегово
- деревня Малиновка
- деревня Куликово

### Муниципальное образование «Кыквинское»
- деревня Кыква
- деревня Старое Ягино
- деревня Старый Байбек
- деревня Пислегово
- деревня Удмуртские Альцы
- деревня Ключи

### Муниципальное образование «Ляльшурское»
- деревня Ляльшур
- деревня Шляпино
- деревня Арланово
- деревня Пашур-Вишур

### Муниципальное образование «Мишкинское»
- село Мишкино
- деревня Малый Казес
- починок Дэдэ
- починок Шегъянский
- починок Малиновка

### Муниципальное образование «Мувырское»
- деревня Мувыр
- деревня Нижний Тылой
- деревня Суроново
- деревня Нижнее Корякино
- деревня Кайсегурт
- починок Нижнее Суроново
- деревня Старый Пашур
- деревня Новый Пашур

### Муниципальное образование «Нижнекиварское»
- деревня Нижние Кивары
- деревня Верхние Кивары
- деревня Пустополье

### Муниципальное образование «Порозовское»
- деревня Порозово
- деревня Козино
- деревня Сильво
- деревня Липовка
- деревня Луговая
- починок Мочище
- деревня Собино
- починок Собинский
- деревня Ивановка
- починок Пасека

### Муниципальное образование «Сосновское»
- село Сосновка
- починок Дэмен
- деревня Нырошур
- деревня Липовка
- деревня Табанево

### Муниципальное образование «Сюрсовайское»
- село Сюрсовай
- деревня Сильшур
- деревня Бередь

### Муниципальное образование «Шарканское»
- село Шаркан
- деревня Куреггурт
- деревня Сушково
- деревня Мукабан
- деревня Титово
- деревня Шонер
- деревня Бакино
- деревня Малый Билиб
- деревня Большой Билиб
- деревня Пужьегурт
- деревня Кипун